# Imunogenética
Imunogenética trata dos aspectos genéticos dos elementos da Resposta Imunológica (Imunoglobulinas, antígenos e produtos de interações celulares como as citocinas). Quatro áreas da imunogenética são de importância na área da saúde: (a) os grupos sanguíneos e os problemas clínicos relacionados com sua incompatibilidade; (b) os transplantes; (c) as doenças por deficiência imune (d) as doenças auto-imune. Livro Genética Humana
| A imunogenética encarrega de estudar os aspectos genéticos dos anticorpos, antígenos e suas interações. Em ciências biomédicas algumas áreas da imunogenética são muito importantes, dentre elas podemos citar: estudo das doenças autoimunes; estudo das deficiências imunológicas; estudo dos mecanismos de transplantes; estudo dos grupos sangüíneos. Limitaremos a discorrer sobre alguns aspectos relacionados ao sistema sangüíneo ABO e sistema Rh. A descoberta do sistema de grupo sangüíneo ABO ocorreu em 1900, final do Século XIX , o imunologista austríaco, Karl Landsteiner, observou que o soro do sangue de uma pessoa muitas vezes coagula ao ser misturado com o de outra, descobrindo o primeiro e mais importante sistema de grupo sangüíneo existente no organismo: o ABO. O locus ABO codifica especificamente glicosiltransferases que sintetizam antígenos A e B em hemácias. Para acontecer à síntese de antígeno A ou B um precursor denominado antígeno H tem que estar presente. Nas hemácias a enzima que sintetiza o antígeno H é codificada pelo locus H (FUT1). Na saliva e outras secreções corporais, a enzima que sintetiza o antígeno H é codificado pelo locus Se (FUT2). |

## Introdução
A imunogenética trata dos aspectos genéticos dos antígenos, dos anticorpos e suas interações, envolvendo cinco temas importantes na área da saúde: os sistemas de grupos sanguíneos eritrocitários e os problemas clínicos resultantes de suas incompatibilidades, as respostas imunes, os transplantes de tecidos e órgãos, as doenças por deficiência imune e as doenças autoimunes. Antes de serem abordados esses tópicos é necessário lembrar alguns conceitos essenciais.A resposta imunológica é didaticamente diferenciada em resposta inata e resposta específica. 
A resposta imunológica inata é caracterizada por ser uma resposta rápida e inespecífica, constituída pelas barreiras físicas do corpo e pelos fagócitos. Por outro lado a resposta adaptativa é caracterizada pela sua especificidade, diversidade e memória. O principal elemento da resposta imunológica adaptativa é o linfócito,  caracterizado pelas especialidade e diversidade dos seus receptores. Cada linfócito terá receptores com uma determinada especialidade. 
Existem dois tipos de linfócitos: os linfócitos T (são produzidos na medula óssea e amadurecem no Timo), cujos receptores são chamados de TCR (Receptores de Células T), e os linfócitos B (já saem maduros da medula óssea - Bone marrow), cujos receptores dos linfócitos B são chamados de BCR (Receptores de Células B. 

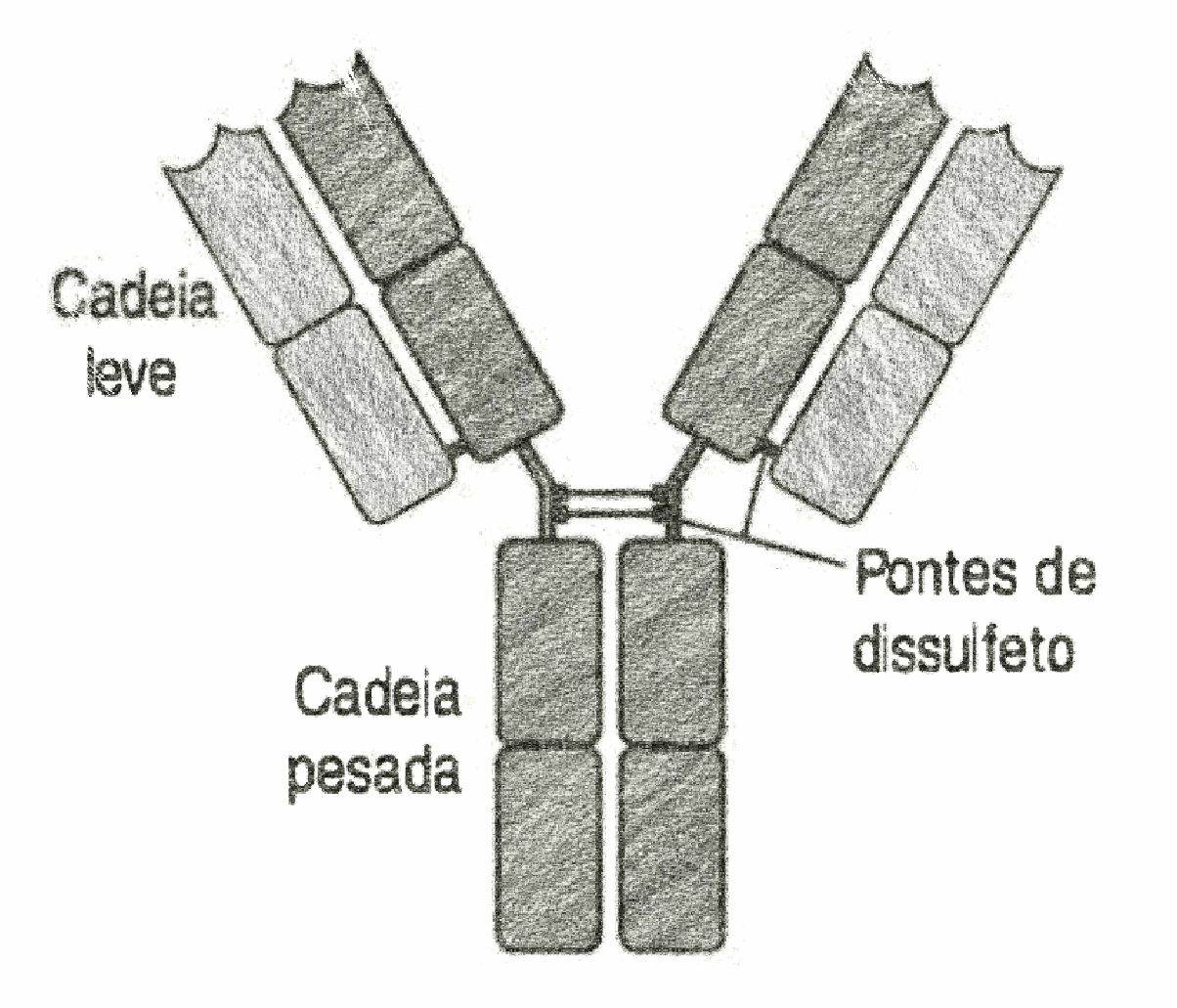
Cadeia Leve e Cadeia Pesada das Imunoglobulinas. Figura Modificada de Murphy, Kenneth. Imunobiologia de Janeway - 8. ed. - Porto Alegre : Artmed, 2014

Os BCR são Imunoglobulinas de superfície dos linfócitos B. Existem cinco classes ou isotipos de Imunoglobulinas (ou Anticorpos): IgM, IgD, IgG, IgE e IgA. No que concerne às propriedades biológicas todas as subclasses de IgG humana são capazes de atravessar a placenta(uma propriedade certamente não relacionada com o peso molecular), porém IgG4 não fixa complemento, IgG2 não é capaz de fixar-se à pele heteróloga e tanto IgG4 são destituídas de ação opsonizante para polimorfonucleares ou citofilia para macrófago. IgG, também tendo a  IgA que é a imunoglobulina predominante em secreções: saliva, lágrima, leite, mucosas do trato gastrointestinal, trato respiratório e genitourinário. Nestas secreções ela se une a um componente secretor (70.000 daltons), e forma a IgA secretora. Esta é composta por 2 unidades ( dimérica) ligadas a uma cadeia J unida na sua porção FC no componente secretor. A função desse componente é proteger a molécula das enzimas hidrolíticas (destrutivas). O principal papel da IgA é proteger o organismo da invasão viral ou bacteriana através das mucosas. - Anti-infecciosas (imunoglobulina) .

## Genética das Imunoglobulinas
Por que podemos produzir um anticorpo contra qualquer substância (antígenos) que entre em nosso organismo?
Qual o tamanho do nosso repertório (diversidade) de anticorpos?

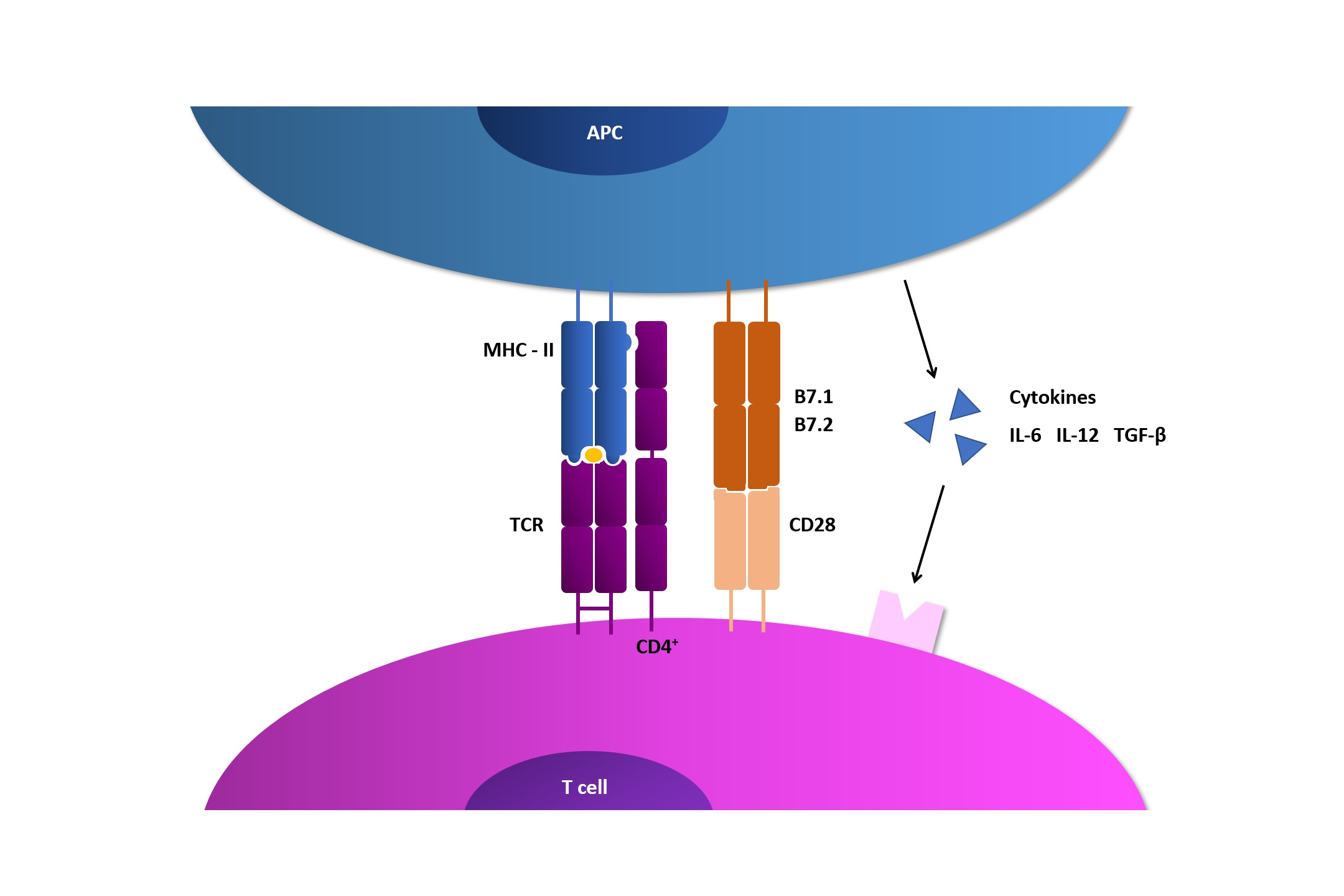
Linfócito T

Repertório das Imunoglobulinas  = Aproximadamente 1013 moléculas diferentes (1013 = 10.000.000.000.000).
Praticamente qualquer substância que existe (e que não existe) pode ser alvo para uma resposta das imunoglobulinas.
Como este repertório de anticorpos é gerado? Rearranjo Gênico (ou Recombinação Somática).
REARRANJO GÊNICO, não é splicing! Não é splicing alternativo! É REARRANJO DE SEGUIMENTOS GÊNICOS, no DNA! É uma Recombinação de Segmentos gênicos do DNA dos linfócitos - Recombinação Somática.
Dogma (1941): “Um gene uma proteína” - não se aplica aos genes que codificam as Imunoglobulinas (Ig) e os Receptores de Células T (TCR)!
Na Ig (e TCR) o processo de rearranjo gênico sítio-específico é chamado de recombinação ou rearranjo V(D)J. O éxon completo da região variável da cadeia leve (VL) é formado pelo rearranjo de seguimentos gênicos V (Variáveis) e J (Junção), e o éxon completo da região variável da cadeia pesada (VH) é formado pelo rearranjo de seguimentos gênicos V, D (Diversidade) e J.

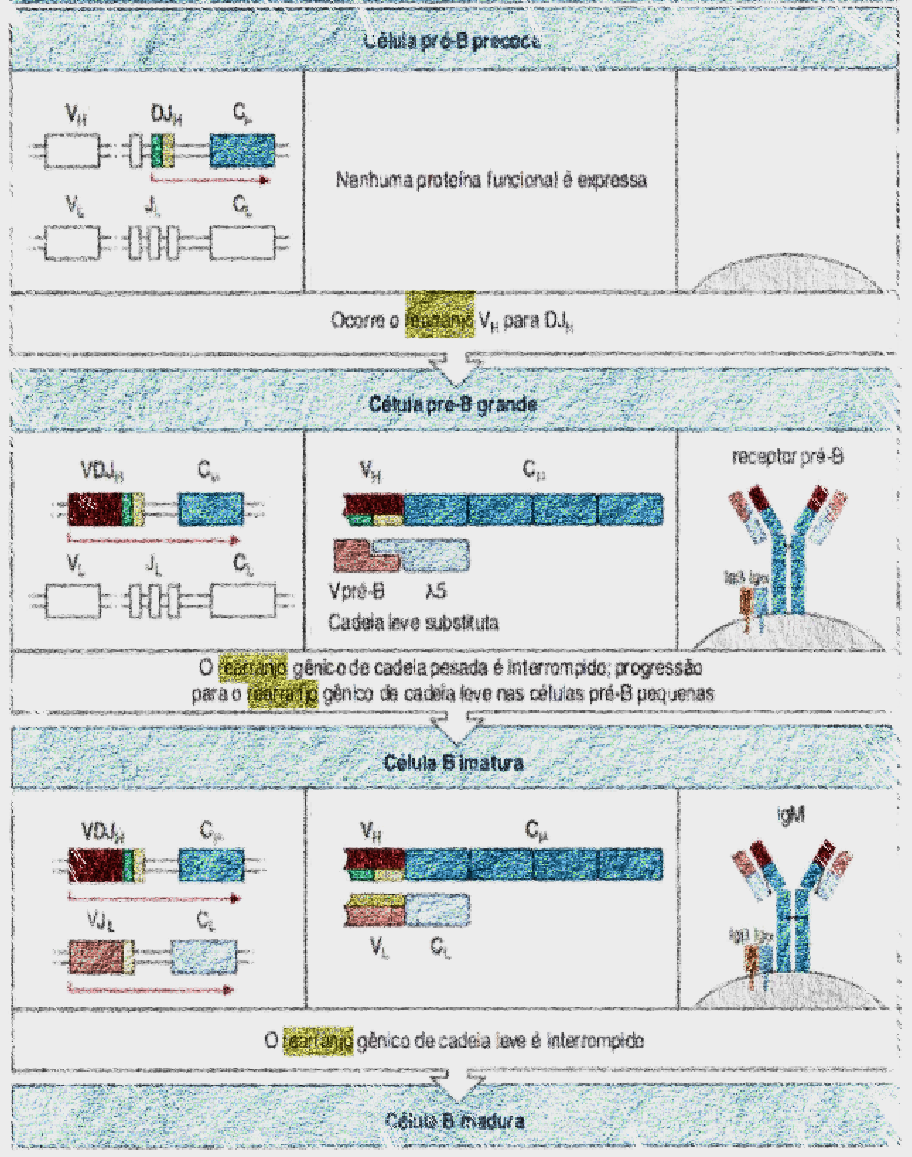
Após o rearranjo VDJ da cadeia pesada (VH) ocorrerá o rearranjo dos seguimentos gênicos V e J da região variável da cadeia leve (VL). Figura Modificada de Murphy, Kenneth. Imunobiologia de Janeway - 8. ed. - Porto Alegre : Artmed, 2014.

Primeiro ocorrem os rearranjos dos seguimentos gênicos V, D e J da região variável da cadeia pesada (VH) que estão no cromossomo 14. Serão 2 rearranjos gênicos: 1a Recombinação somática entre um segmento gênico D e um segmento gênico J (recombinação D-J), e 2a Recombinação somática entre um segmento gênico V e o segmento D-J recombinado. Isso é, na 1a Recombinação somática, um dos 25 seguimentos gênicos D vai se unir (rearranjar) com um dos 6 seguimentos gênicos J. Após o rearranjo DJ ocorre a 2a Recombinação somática, o rearranjo V-DJ; um dos 40 seguimentos gênios V vai se unir (rearranjar) ao seguimento DJ rearranjado formando um éxon VH completo.
Os genes das regiões C de cadeia pesada são codificados por vários éxons (será discutido posteriormente). A sequência líder (L) será removida após a tradução, e são formadas as pontes dissulfídricas que ligam as cadeias polipeptídicas.

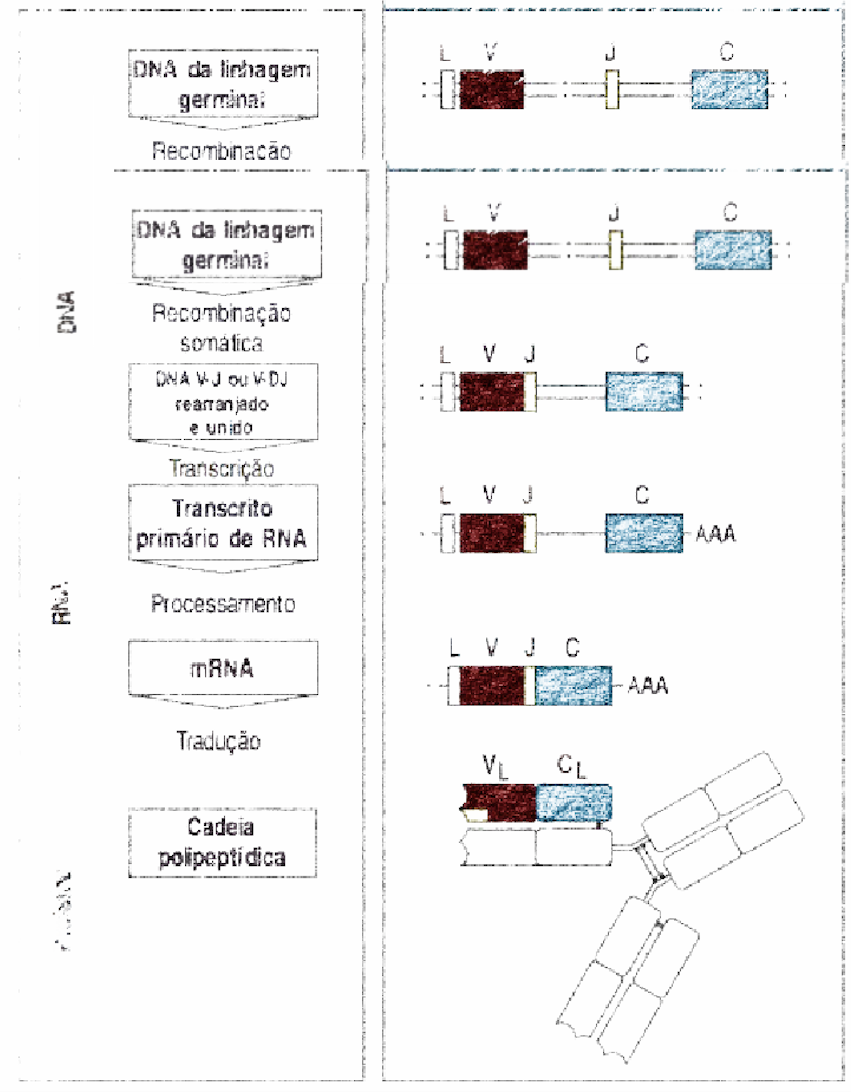
Recombinação VJ da Região Variável da Cadeia Leve das Imunoglobulinas. Figura Modificada de Murphy, Kenneth. Imunobiologia de Janeway - 8. ed. - Porto Alegre : Artmed, 2014

Após o rearranjo VDJ da cadeia pesada (VH) ocorrerá o rearranjo dos seguimentos gênicos V e J da região variável da cadeia leve (VL); um dos seguimentos gênicos V vai se unir (rearranjar) com um dos seguimentos gênicos J. A cadeia leve pode ser do tipo Kappa ou Lambda. Os seguimentos gênicos V e J região variável da cadeia leve Kappa estão no cromossomo 2 e os seguimentos gênicos V e J região variável Lambda estão no cromossomo 22. Em cada cromossomo 2 existem 40 seguimentos gênicos V e  5 seguimentos gênicos J para formar a região variável da cadeia leve Kappa

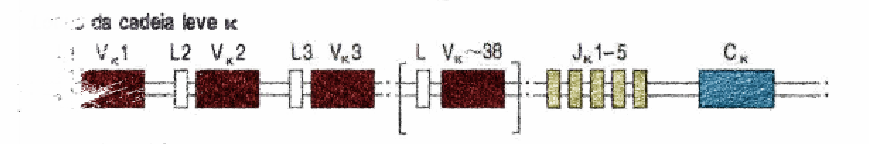
Segmentos gênicos V e J da Região Variável da Cadeia Leve Kappa das Imunoglobulinas. Figura Modificada de Murphy, Kenneth. Imunobiologia de Janeway - 8. ed. - Porto Alegre : Artmed, 2014

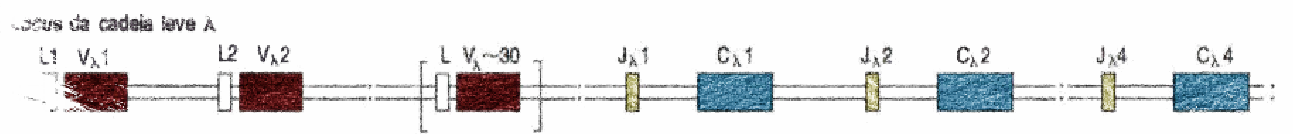
Segmentos gênicos V e J da Região Variável da Cadeia Leve Lambda das Imunoglobulinas. Figura Modificada de Murphy, Kenneth. Imunobiologia de Janeway - 8. ed. - Porto Alegre : Artmed, 2014

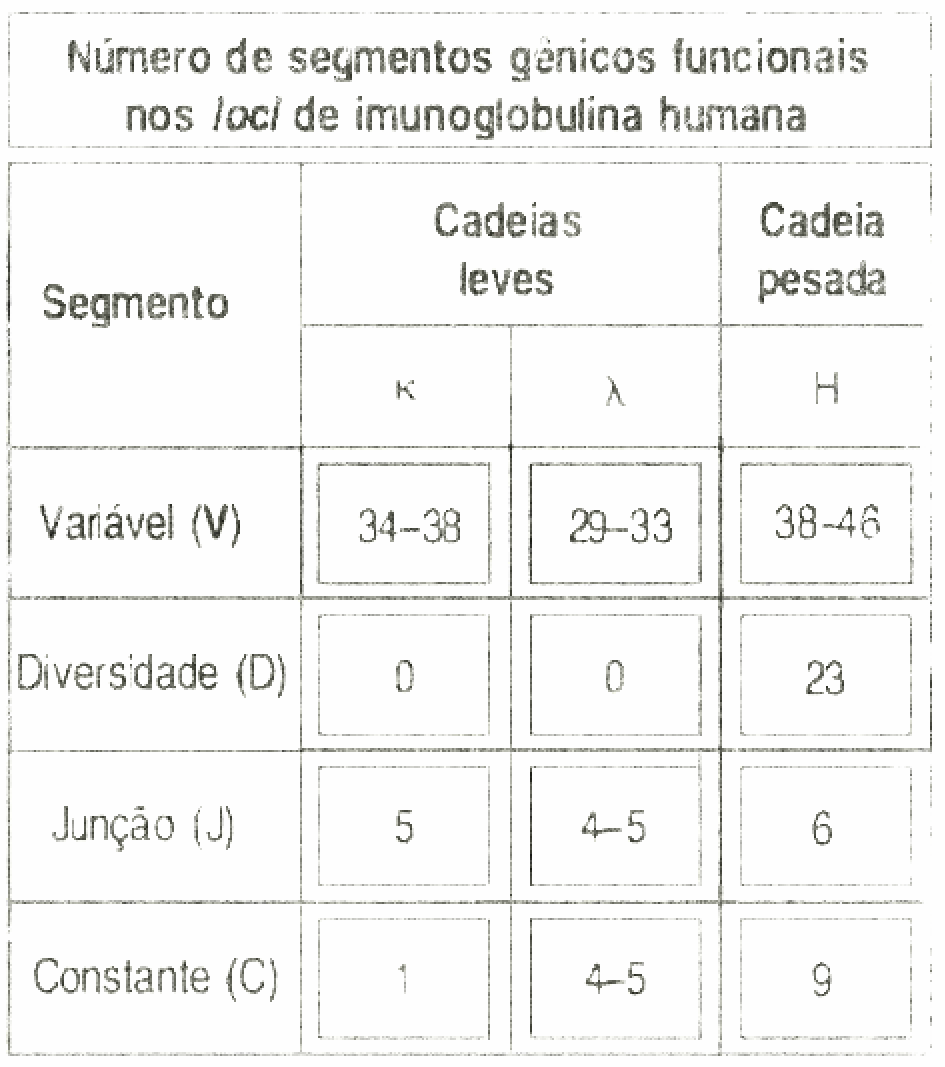
Número de segmentos gênicos V, D e J da Região Variável das Cadeias Leves e Pesada das Imunoglobulinas. Figura Modificada de Murphy, Kenneth. Imunobiologia de Janeway - 8. ed. - Porto Alegre : Artmed, 2014

e em cada cromossomo 22 existem 30 seguimentos gênicos V e  4 seguimentos gênicos J para formar a região variável da cadeia leve Lambda. 

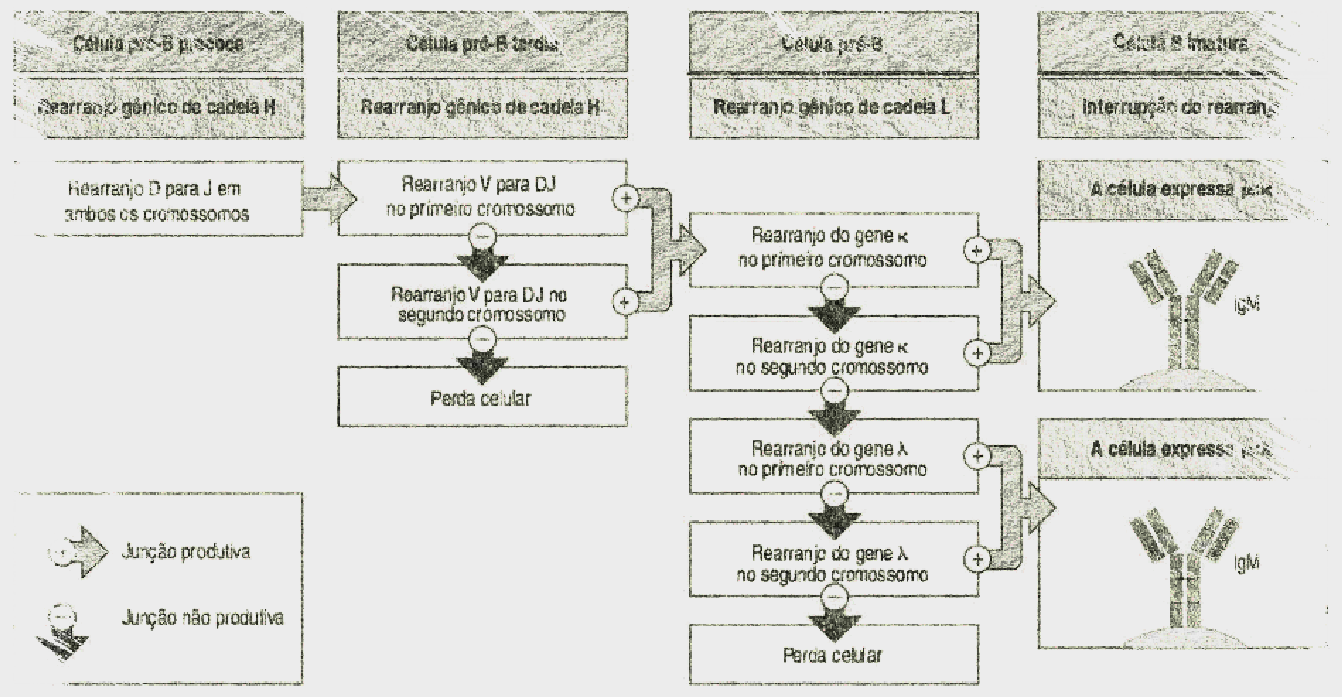
Os rearranjos V(D)J precisam ser produtivos com Restrição Alélica. Figura Modificada de Murphy, Kenneth. Imunobiologia de Janeway - 8. ed. - Porto Alegre : Artmed, 2014.

Para formar a região variável da cadeia leve (VL), primeiro ocorrerá o rearranjo de seguimentos gênicos da região variável da cadeia leve Kappa de um dos cromossomos 2. Caso esse rearranjo não seja produtivo (originando uma proteína não funcional), ocorrerá o rearranjo do seu Alelo no outro cromossomo 2. Caso esse 2o rearranjo também não seja produtivo, ocorrerá o rearranjo dos seguimentos gênicos V e J região variável Lambda de um dos cromossomo 22. Caso esse 3o rearranjo também não seja produtivo, ocorrerá o rearranjo do seu Alelo no outro cromossomo 22 (4a tentativa). Esse mecanismo é denominado de Restrição Alélica (ou exclusão Alélica): somente um dos dois alelos de um determinado gene é expresso em uma célula diploide (discutiremos mais à frente).O rearranjo bem sucedido nos dois alelos de cadeia pesada pode resultar na produção, na célula B, de dois receptores com diferentes especificidades antigênicas. Para evitar isso, a sinalização por meio do receptor de célula pré-B sofre o efeito da exclusão alélica, um estado no qual somente um dos dois alelos de um determinado gene é expresso em uma célula diploide.

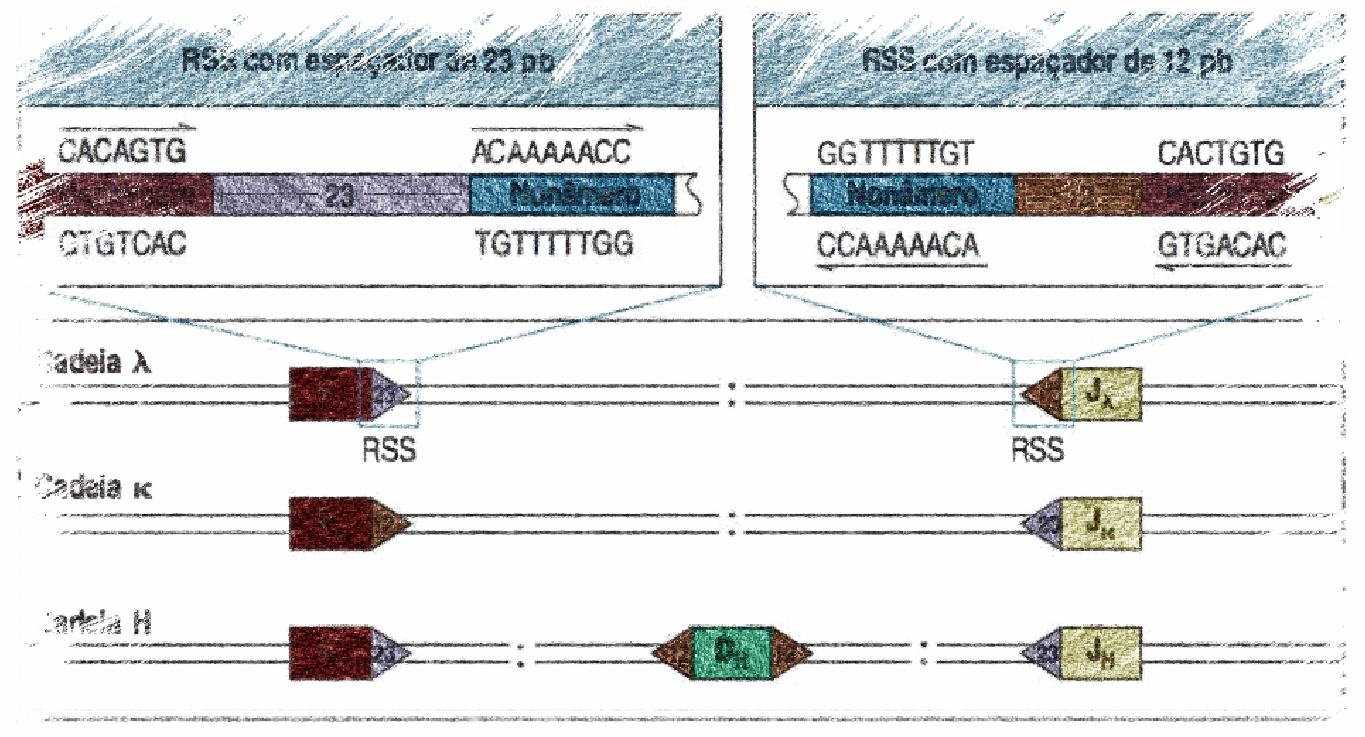
As enzimas RAG1/2 reconhecem os segmentos gênicos através das Sequencia Sinal de Recombinação (RSS) e os une pela Regra 12/23. Figura Modificada de Murphy, Kenneth. Imunobiologia de Janeway - 8. ed. - Porto Alegre : Artmed, 2014.

A RNA Polimerase reconhece os genes através das sequencias consenso das regiões promotoras. De forma análoga, as enzimas responsáveis pela recombinação dos segmentos gênicos (RAG1/2) reconhecem o que é segmento gênico pela Sequencia Sinal de Recombinação (RSS). As Sequencias Sinal de Recombinação são formadas por uma sequencia consenso de sete pares de bases (Heptâmero), um espaçador de 12 ou 23 pares de bases e uma sequencia consenso de nove pares de bases (Nonâmero). As enzimas responsáveis pela recombinação dos segmentos gênicos (RAG1/2) reconhecem apenas um tipo de Sequencia Sinal de Recombinação (RSS)? Ela poderia recombinar dois segmentos gênicos V ou dois segmentos gênicos J? Não! As enzimas responsáveis pela recombinação dos segmentos gênicos (RAG1/2) reconhecem o que é segmento gênico pela Sequencia Sinal de Recombinação (RSS) e os une pela Regra 12/23: As enzimas responsáveis pela recombinação dos segmentos gênicos (RAG1/2) reconhecem o que é segmento gênico com Sequencia Sinal de Recombinação (RSS) com espaçador de 12 pares de bases e o une com um segmento gênico com Sequencia Sinal de Recombinação (RSS) com espaçador de 23 pares de bases (Regra 12/23). Na região variável da cadeia leve Kappa todos os segmentos gênicos V possuem Sequencia Sinal de Recombinação (RSS) com espaçador de 12 pares de bases e todos os segmentos gênicos J possuem Sequencia Sinal de Recombinação (RSS) com espaçador de 23 pares de bases. Já na região variável da cadeia leve Lambda todos os segmentos gênicos V possuem Sequencia Sinal de Recombinação (RSS) com espaçador de 23 pares de bases e todos os segmentos gênicos J possuem Sequencia Sinal de Recombinação (RSS) com espaçador de 12 pares de bases. As enzimas responsáveis pela recombinação dos segmentos gênicos poderiam recombinar um segmento gênico V de Kappa com um segmento gênico V de Lambda? Não! Os segmentos gênicos Kappa estão no cromossomo 2 e os segmentos gênicos Lambda estão no cromossomo 2; além das recombinações de Kappa e Lambda ocorrerem em momentos diferentes, a recombinação de Lambda só irá ocorres se a de Kappa for não produtiva. Por que 12/23? 12 bp representa uma volta na dupla hélice do DNA e 23 bp representa 2 voltas na dupla hélice do DNA, a RAG 1/2  irá reconhecer as duas Sequencia Sinal de Recombinação no mesmo lado da dupla hélice do DNA em que ela estiver.
Na região variável da Pesada todos os segmentos gênicos V possuem Sequencia Sinal de Recombinação (RSS) com espaçador de 23 pares de bases, todos os segmentos gênicos D possuem Sequencia Sinal de Recombinação (RSS) com espaçador de 12 pares de bases, e todos os segmentos gênicos J possuem Sequencia Sinal de Recombinação (RSS) com espaçador de 23 pares de bases.

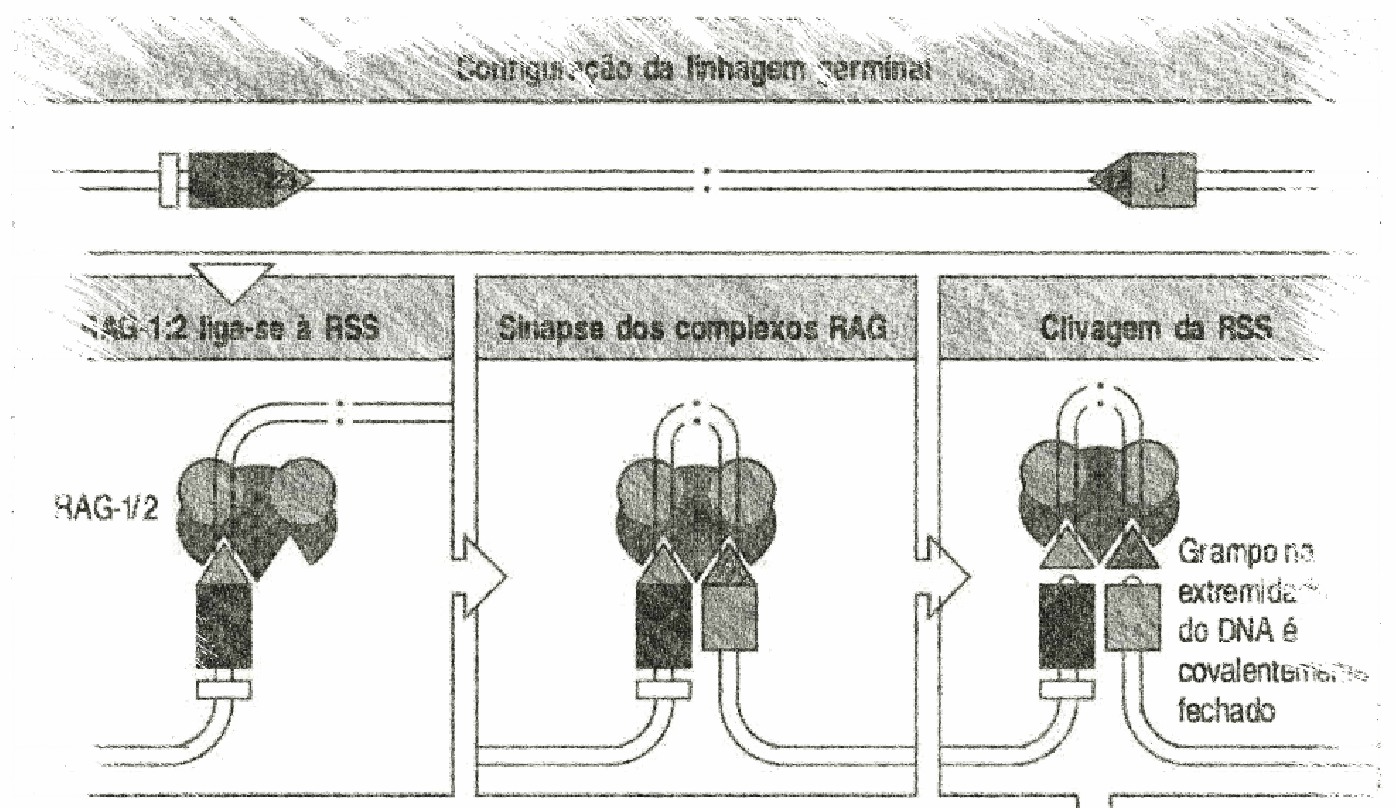
As RAG1/2 reconhecem os segmentos gênicos através das Sequencia Sinal de Recombinação (RSS), aproximam os segmentos gênicos e quebram as duplas fitas de DNA. Figura Modificada de Murphy, Kenneth. Imunobiologia de Janeway - 8. ed. - Porto Alegre : Artmed, 2014.

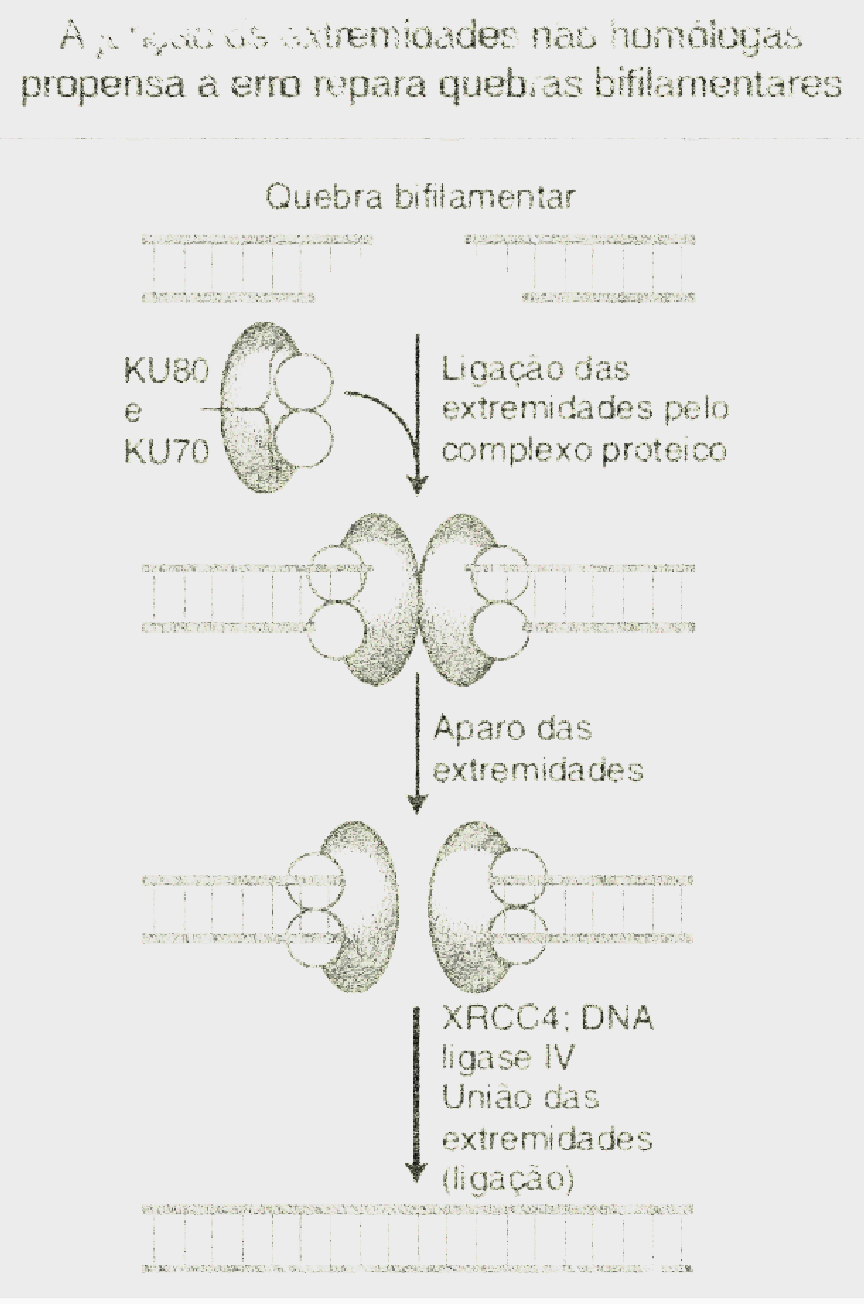
Reparo por Junção de Pontas não Homólogas (NHEJ). Figura Modificada de Anthony J. F. Griffiths, Susan R. Wessler, Sean B. Carroll e John Doebley. Introdução à Genética, 11 Edição, Guanabara Koogan, 2016.

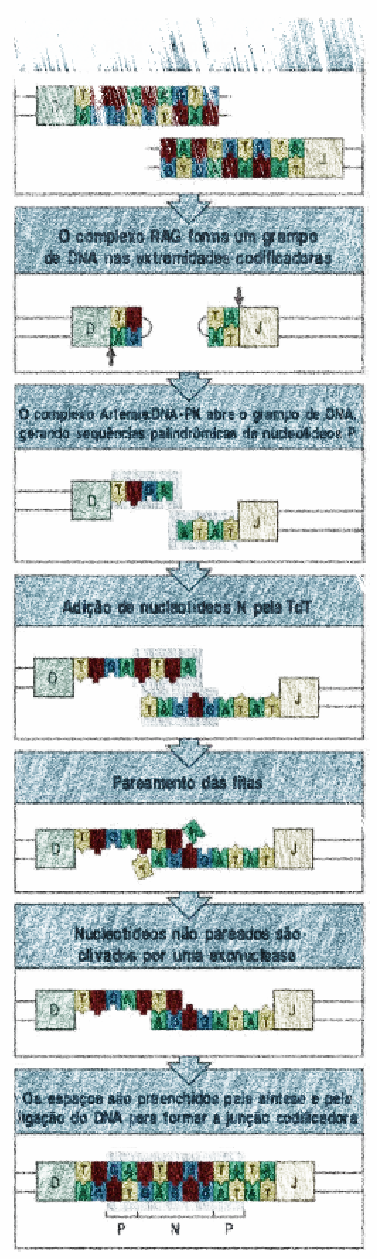
A enzima TdT (Terminal desoxynucleotidyl Transferase) adiciona de Nucleotídeos N até que ocorra pareamento de nucleotídeos complementares. Figura Modificada de Murphy, Kenneth. Imunobiologia de Janeway - 8. ed. - Porto Alegre : Artmed, 2014.

As RAG1/2 são as enzimas responsáveis pelo reconhecimento dos segmentos gênicos e são produzidas por genes com mesmo nome (RAG1 e RAG2) . As RAG1/2 reconhecem os segmentos gênicos através das Sequencia Sinal de Recombinação (RSS), aproximam os segmentos gênicos e quebram as duplas fitas de DNA. Enzimas do sistema de reparo (Reparo por Junção de Pontas não Homólogas - NHEJ) unem os segmentos gênicos: As proteínas KU70 e KU80 reconhecem o dano, ligam-se as pontas quebradas, impedem outros danos as pontas e recrutam outras proteínas (DNA-PK e Artemis) que aparam as pontas para gerar pontas 5´-P e 3´-OH, necessárias para a ligação  . A enzima TdT (Terminal desoxynucleotidyl Transferase) adiciona de Nucleotídeos N até que ocorra pareamento de nucleotídeos complementares. Nucleotídeos não pareados são removidos por ação de exonucleases, e a DNA Ligase IV finaliza a ligação fosfodiéster.
A geração do Repertório (diversidade) das Imunoglobulinas é promovido por: 
1. Diversidade combinatória: causada pelo rearranjo dos segmentos gênicos V, D e J.
2. Diversidade Juncional: ocorre pela inserção ou deleção de nucleotídeos (nucleotídeos P ou N) pela enzima TdT e exonucelases nas junções VD, DJ e VJ, chamada de diversificação da região N.

## Imunogenética nas doenças renais
Um novo campo de estudo tem reunido esforços para pesquisas com doenças renais. Por exemplo, a imunidade está envolvida na participação da resposta desencadeada na Doença renal policística autossômica dominante (DRPAD). Os leucócitos contribuem para a lesão tecidual local na DRPAD, devido à produção de mediadores inflamatórios. Devido às funções quimiotáticas de algumas citocinas, o local da lesão é caracterizado com acúmulo de leucócitos. O início da lesão tecidual nos rins ocorre por meio da ligação de anticorpos a antígenos de superfície celular, matriz ou às membranas basais que, dependente ou independente da ativação do complemento, dá início à inflamação local ao liberar precocemente as citocinas. 
Tem-se observado também que, a expressão e a produção de citocinas são, em parte, determinadas geneticamente. Nos últimos anos, têm sido descritas variantes alélicas para vários genes de citocinas associadas à evolução clínica de doenças renais. De maneira geral, os dados apontam para uma possível influência na regulação de genes e secreção de citocinas pró e anti-inflamatórias que poderiam modular o risco dessas doenças.
Um estudo recente(1) investigou a existência de possíveis associações entre variantes em genes de citocinas e em receptores de citocinas para diversas posições e a DRPAD. Houve influência na susceptibilidade ou proteção à predisposição da DRPAD das seguintes variantes em genes de citocinas pró-inflamatórias: TNF-308, -238 (GG/GG [OR = 0,44]), -238 (G/G [OR = 0,35], G/A [OR = 2,84], G [OR = 0,38] e A [OR = 2,62]) e IL2-330, +166 (GG/GG [OR = 4,93]), -330 (G/G [OR = 2,56]) e anti-inflamatórias TGFB1códon 10 (C/C [OR = 2,22] e C [OR = 1,66]) e IL4-1098, -590, -33 (TCC/GCC [OR = 2,14]), -1098 (T/G [OR = 2,31]). Os resultados mostraram que SNPs em genes de citocinas são possíveis determinantes na pré-disposição à DRPAD.
Outro estudo brasileiro(2) descreveu diversas variantes para os genes TGFB1, TNF, IL2, IL4, IL6, IL10 e IFNG, além de fenótipos produtores de citocinas, em doenças renais/inflamatórias.